# Герб Острова Принца Эдуарда
Герб Острова Принца Эдуарда (англ. Coat of arms of Prince Edward Island) — один из символов канадской провинции Остров Принца Эдуарда.
Ранее в качестве герба использовался щит с идущим английским львом (леопардом) верхней части. В нижней части были изображены три молодых дуба, символизирующих три графства острова, под взрослым дубом, который изначально изображал Великобританию. Также в качестве символа провинции использовался упрощённый щит с деревьями без льва в верхней части.
Дополнения к гербу были представлены 26 апреля 2002 года. Процесс принятия был завершен 13 декабря того же года, когда генерал-губернатор Канады Адриенна Кларксон утвердила щит, щитодержателей и почву, после чего новый герб вошёл в официальное использование.
Описание герба гласит:

В серебряном поле на зелёном острове слева дуб с желудями, справа от него прорастают три дубовых саженца, все натурального цвета, на червлёной главе золотой лев (леопард).
Нашлемник: На травянистой горке развернувшаяся голубая сойка (Cyanocitta cristata), коронованная Королевской короной и держащая в клюве лист красного дуба (Quercus rubra) с жёлудем.
Щитодержатели: Две лисы (Vulpes fulva) чёрного цвета с серебряными деталями, на правой ошейник из цветков картофеля натурального цвета, на левой ошейник из куска серебряной рыболовной сетки, обе на зелёной горке с положенной на ней лазоревой звездой микмаков между башмачков бесстебельных (Cypripedium acaule), красных роз, чертополохов, трилистников и белых садовых лилий.
Ниже расположена лента с девизом Parva sub ingenti (Малое под защитой великого).

Таким образом, на гербе изображены все символы Острова Принца Эдуарда: башмачок бесстебельный, дуб красный, голубая сойка и американская лиса. А картофелеводство — основа сельского хозяйства провинции.
Одновременно показаны и символы Великобритании: розы и лев представляют Англию, чертополох — Шотландию, трилистник — Ирландию. Лилии — дань французам, первым из европейцев, пришедших на остров, а звезда — символ микмаков, аборигенов острова.